# Mésandans
Mésandans település Franciaországban, Doubs megyében. Lakosainak száma 234 fő (2022. január 1.). Mésandans Romain, Rillans, Trouvans, Vergranne és Viéthorey községekkel határos.

## Népesség
A település népességének változása:
| Lakosok száma | 110  | 89   | 105  | 138  | 222  | 220  | 222  | 231  | 232  | 234  |
|               | 1968 | 1982 | 1990 | 2006 | 2013 | 2015 | 2017 | 2019 | 2020 | 2022 |